# Храм Троицы Живоначальной (Плотично)
Храм Троицы Живоначальной — утраченный православный храм в деревне Плотично Торопецкого района Тверской области. Построен в 1830 году. В настоящее время храм не сохранился, осталась только колокольня.

## История
Каменный Троицкий храм был построен в 1830 (по другим данным в 1820) году «усердием генерал-майора Михаила Иосифовича Ладыженского и зятем oнoгo генерал-майора Александра Ивановича Маркова» на месте прежнего деревянного.
Храм имел один престол — во имя Святой Живоначальной Троицы.

На расположенной над храмом колокольне висело 4 колокола. Самый большой из них весил 49 пудов (800 кг), на нём находилась надпись:
«Koлокол сей приобретен в память чудесного спасения государя нашего императора Александра Tpeтьего и eгo царственной семьи 14 октября 1888 года прихожанами Троицкой цepкви погоста Платично Торопецкoгo уезда. Лит в 1893 году 18 июня месяца».
В Троицком храме находилась чудотворная икона Святой Троицы, трехпространственная, в серебряной ризе. Согласно преданию, икона явлена в данном месте на березе и постоянно возвращалась туда, пока на погосте Плотично не был построен храм. Про этот погост существуют и другие предания.
С 1846 по 1883 годы к храму был приписан Одигитрийский храм, расположенный на погосте Пошивкино. При храме имелась приходская школа.
В 1876 году храм имел 2324 прихожанина (1123 мужчины и 1201 женщина), в 1879 году — 2198 (1083 мужчины и 1115 женщин). В 1876 году причт храма состоял из настоятеля и псаломщика.
Разрушен храм в середине XX века.

## Духовенство
В разные годы служили:
- Священник Матфий Беллавин

- Священник Феодор Василиевич Невежин (1893 — умер, 02.04.1899)

- Священник Леонид Невежин (25.04.1899 — 08.10.1910)

- Священник Константин Симеонович Каштелян (04.11.1910 — 1913)